# 雨龍町
雨龍町（日语：／ Uryū chō */?）為一個位於日本北海道空知綜合振興局北部的城鎮，位於暑寒別岳東側、石狩平原北端和雨龍平原北部。市區位於雨龍川右岸，其週圍散布著農田。2005年登記在濕地公約的雨龍沼濕原即位於雨龍町内。
町名源自雨龍川的阿伊努語名稱「urir-o-pet」，意思是很多鸕鶿的河川，由於在雨龍川有許多鸕鶿棲息，因此得到此名。

## 歷史
- 1889年：華族（日本貴族）在雨龍平原開設「華族聯合雨龍農場」（華族組合雨竜農場）。[2]
- 1892年2月4日：設置雨龍村[3]，轄區包含現在的雨龍町、北龍町、沼田町、幌加內町範圍。
- 1892年：華族聯合雨龍農場解散。
- 1897年7月15日：設置雨龍村戶長役場。
- 1899年5月27日：北龍村（轄區包含現在的北龍町、沼田町、幌加內町）分村。
- 1915年4月1日：成為北海道二級村。
- 1961年9月1日：改制為雨龍町。

## 交通

### 鐵路
過去曾經有國鐵札沼線通過轄區，但已於1972年6月19日停駛。過去設置的車站包括雨龍車站、石狩追分車站、渭之津車站。

### 道路
| 一般國道 - 國道275號（空知國道） 主要地方道 - 北海道道47號深川雨龍線 | 道道 - 北海道道279號江部乙雨龍線 - 北海道道432號暑寒別雨龍停車場線 |

### 巴士
- 北海道中央巴士
  - 高速留萌號：札幌車站前巴士站～瀧川站～雨龍～留萌站
  - 瀧川沼田線：瀧川站～雨龍市區～北龍役場～沼田駅
- 空知中央巴士
  - 瀧深線

## 觀光

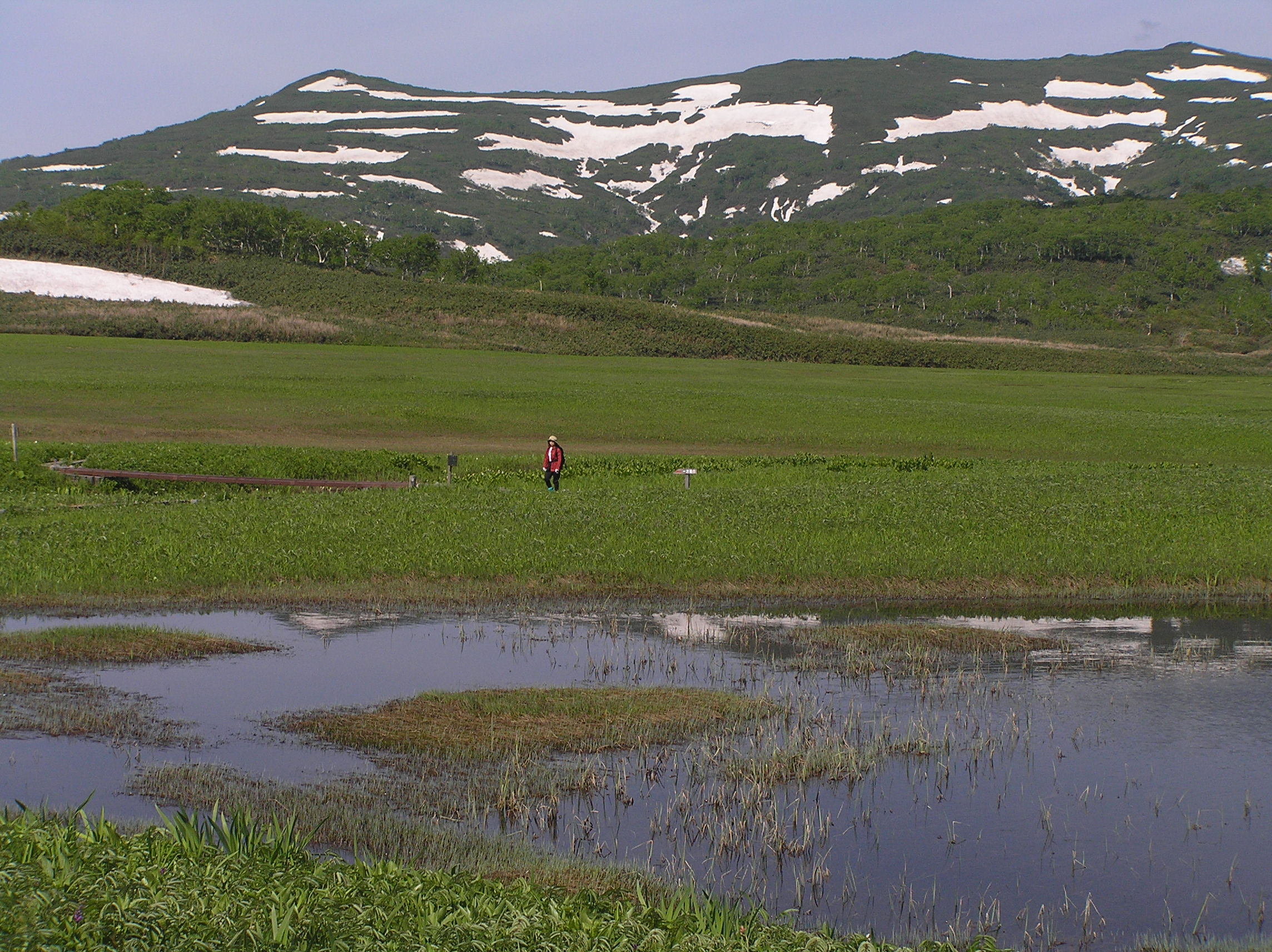
雨龍沼濕原及暑寒別岳

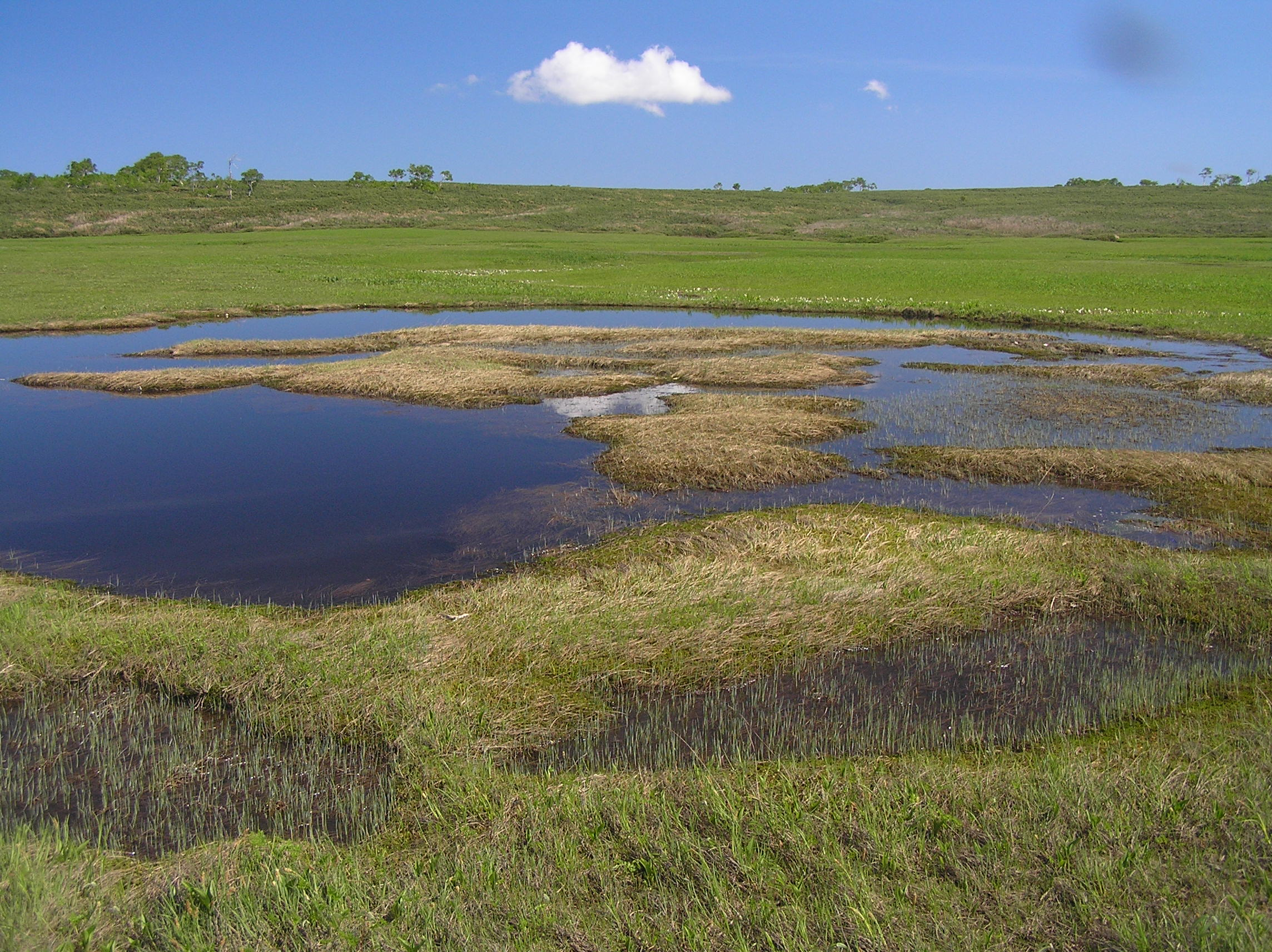
雨龍沼濕原的池塘

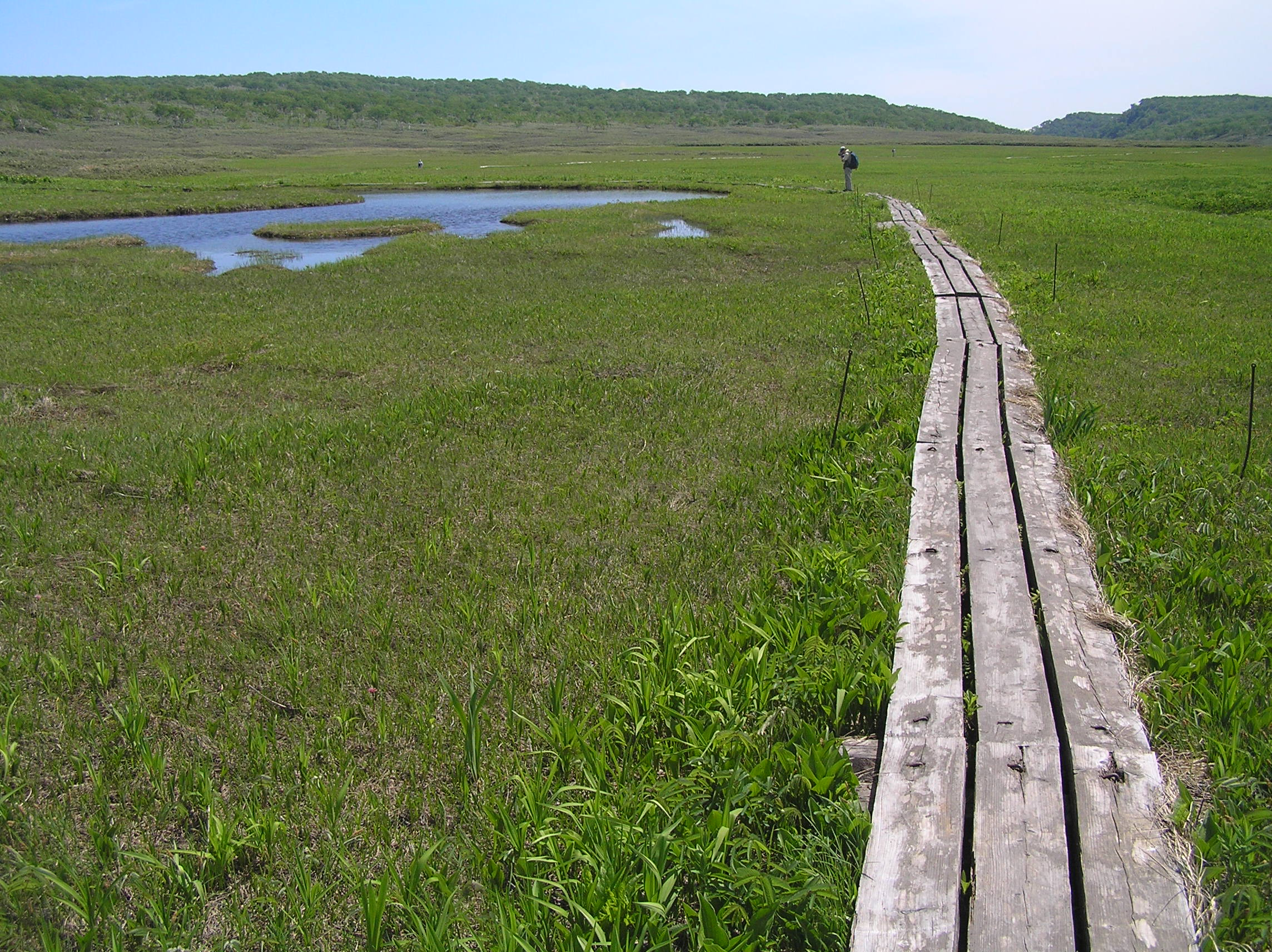
雨龍沼濕原的木棧道

### 景點
- 暑寒別天賣燒尻國定公園
- 雨龍沼濕原：北海道遺產、已登錄國際重要濕地名錄
- 白龍瀑布

## 教育

### 中學校
- 雨龍町立雨龍中學校

### 小學校
- 雨龍町立雨龍小學校

## 姊妹市、友好都市

### 日本
全日本有「龍」字的市町村特別結盟，相互進行交流；最多時曾經有15市町村加盟，但在平成大合併之後，目前僅剩6市町。
1. 北龍町（北海道雨龍郡）
2. 雨龍町（北海道雨龍郡）
3. 八龍町（秋田縣山本郡）：已於2006年3月20日合併為三種町。
4. 龍崎市（茨城縣）
5. 龍王町（山梨縣中巨摩郡）：已於2004年9月1日合併為甲斐市。
6. 天龍村（長野縣下伊那郡）
7. 龍山村（靜岡縣磐田郡）：已於2005年7月1日併入濱松市，現為濱松市天龍區的一部份。
8. 天龍市（靜岡縣）：已於2005年7月1日併入濱松市，現為濱松市天龍區的一部份。
9. 龍洋町（靜岡縣磐田郡）：已於2005年4月1日合併為磐田市。
10. 龍王町（滋賀縣蒲生郡）
11. 龍神村（和歌山縣日高郡）：已於2005年5月1日合併為田邊市。
12. 龍野市（兵庫縣）：已於2005年10月1日合併為新設置的龍野市。
13. 龍北町（熊本縣八代郡）：已於2005年10月1日合併為冰川町。
14. 龍岳町（熊本縣天草郡）：已於2004年3月31日合併為上天草市。
15. 龍鄉町（鹿兒島縣大島郡）

## 本地出身之名人
- 高石友也：民謠歌手

## 外部連結
- （日語）雨龍町觀光協會
- （日語）雨龍沼濕原（住於雨龍町的攝影師岡本洋典的作品網頁）
- （日語）雨龍町商工會